# Escut i bandera de la Granja de la Costera
L'escut i la bandera de la Granja de la Costera són els símbols representatius de la Granja de la Costera, municipi del País Valencià, a la comarca de la Costera.

## Escut heràldic
L'escut oficial de la Granja de la Costera té el següent blasonament:
| « | Escut quadrilong de punta redona. En camp d'or, sis cotisses de gules, posades de dos en dos. Carregades d'un poble d'argent, perfilat de sable i posat en abisme. Per timbre, corona reial oberta. | » |

## Bandera
La bandera oficial de la Granja de la Costera té la següent descripció:
| « | Bandera de proporcions 2:3. De groc, sis cotisses de roig, posades de dos en dos. Al centre, un poble d'argent o gris perla, perfilat de negre. | » |

## Història
L'escut s'aprovà per Resolució de 4 d'abril de 2002, del conseller de Justícia i Administracions Públiques, publicada al DOGV núm. 4.238, de 29 d'abril de 2002, y corregida al DOGV núm 4.320 de 23 d'agost de 2002.
La bandera s'aprovà per Resolució de 16 de febrer de 2004, del conseller de Justícia i Administracions Públiques, publicada al DOGV núm. 4.718, de 24 de març de 2004.
S'hi representen les armes dels Ferrer, antics senyors de la Granja de la Costera, amb una imatge al·lusiva al poble com a element distintiu.